# 1957 en musique classique
| \| • Retour à la chronologie générale de la musique classique • \| |
| Grèce • Rome • Haut Moyen Âge • VIIIe siècle • IXe siècle • Xe siècle • XIe siècle XIIe siècle • XIIIe siècle • XIVe siècle • XVe siècle • XVIe siècle • XVIIe siècle XVIIIe siècle • XIXe siècle • XXe siècle • XXIe siècle |
| • Retour à la chronologie générale de la musique classique • |

| Années en musique classique : 1954 - 1955 - 1956 - 1957 - 1958 - 1959 - 1960    |
| Décennies en musique classique : 1920 - 1930 - 1940 - 1950 - 1960 - 1970 - 1980 |

## Événements

### Créations
- 12 janvier : Winter Music, pour piano de John Cage, créé au Town Hall à New York.
- 26 janvier : Dialogues des carmélites, opéra de Francis Poulenc, sur un livret d'Emmet Lavery, basé sur la pièce de Georges Bernanos, est créé en version italienne à la Scala de Milan. La création en version française aura lieu le 21 juin suivant.
- 10 mai : le Concerto pour piano no 2, Op. 102, de Dmitri Chostakovitch, créé par Maxime Chostakovitch.
- 22 juin : 
  - l'Opéra de Zurich présente, en première mondiale, la version scénique de Moïse et Aaron, œuvre posthume d’Arnold Schönberg[1].
  - la Symphonie no 1, dite Versuch eines Requiem de Karl Amadeus Hartmann, créée par l'Orchestre symphonique de Vienne, sous la direction de Nino Sanzogno avec la soliste Hilde Rössel-Majdan (en).
- 26 septembre : West Side Story comédie musicale de Leonard Bernstein prend l'affiche à Broadway.
- 30 octobre : la Symphonie no 11 en sol mineur, Op. 103, dite L'année 1905 de Dmitri Chostakovitch, créée par l'Orchestre symphonique d'URSS, sous la direction de Natan Rakhline.
- 2 décembre : la Symphonie no 3, de Malcolm Arnold, créée au Royal Festival Hall par l'Orchestre philharmonique royal de Liverpool dirigé par John Pritchard.
- 6 décembre : la Symphonie no 3, de Roger Sessions, créée par l'Orchestre symphonique de Boston, sous la direction de Charles Munch.

#### Date indéterminée
- Variations pour orchestre d’Aaron Copland.
- Agon, ballet d’Igor Stravinsky, créé à New York.
- Le compositeur Iannis Xenakis présente Métastasis.

### Autres
- 1er janvier : concert du nouvel an de l'orchestre philharmonique de Vienne au Musikverein, dirigé par Willi Boskovsky.
- Début de parution du Catalogue Hoboken des œuvres de Joseph Haydn.
- Publication du catalogue Hess des œuvres de Beethoven de Willy Hess.

## Prix
- Martha Argerich et Dominique Merlet obtiennent le 1er prix ex æquo de piano du Concours international d'exécution musicale de Genève.
- Martha Argerich obtient le 1er prix de piano du Concours international de piano Ferruccio-Busoni.
- Peter Frankl remporte le Concours Long (piano) et Boris Goutnikov le Concours Thibaud (violon).
- Boris Blacher reçoit le Prix Bach de la Ville libre et hanséatique de Hambourg.

## Naissances

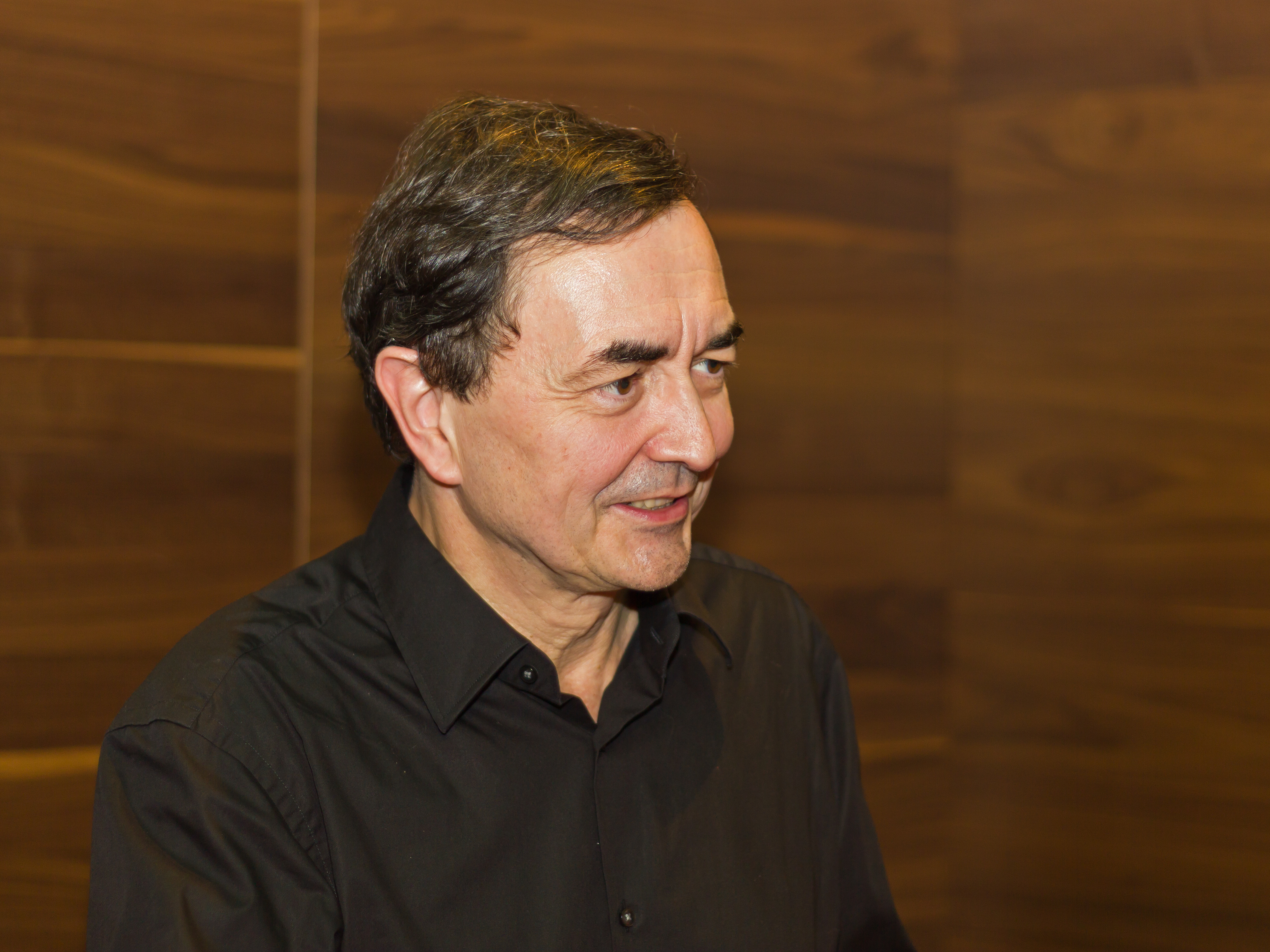
Pierre-Laurent Aimard

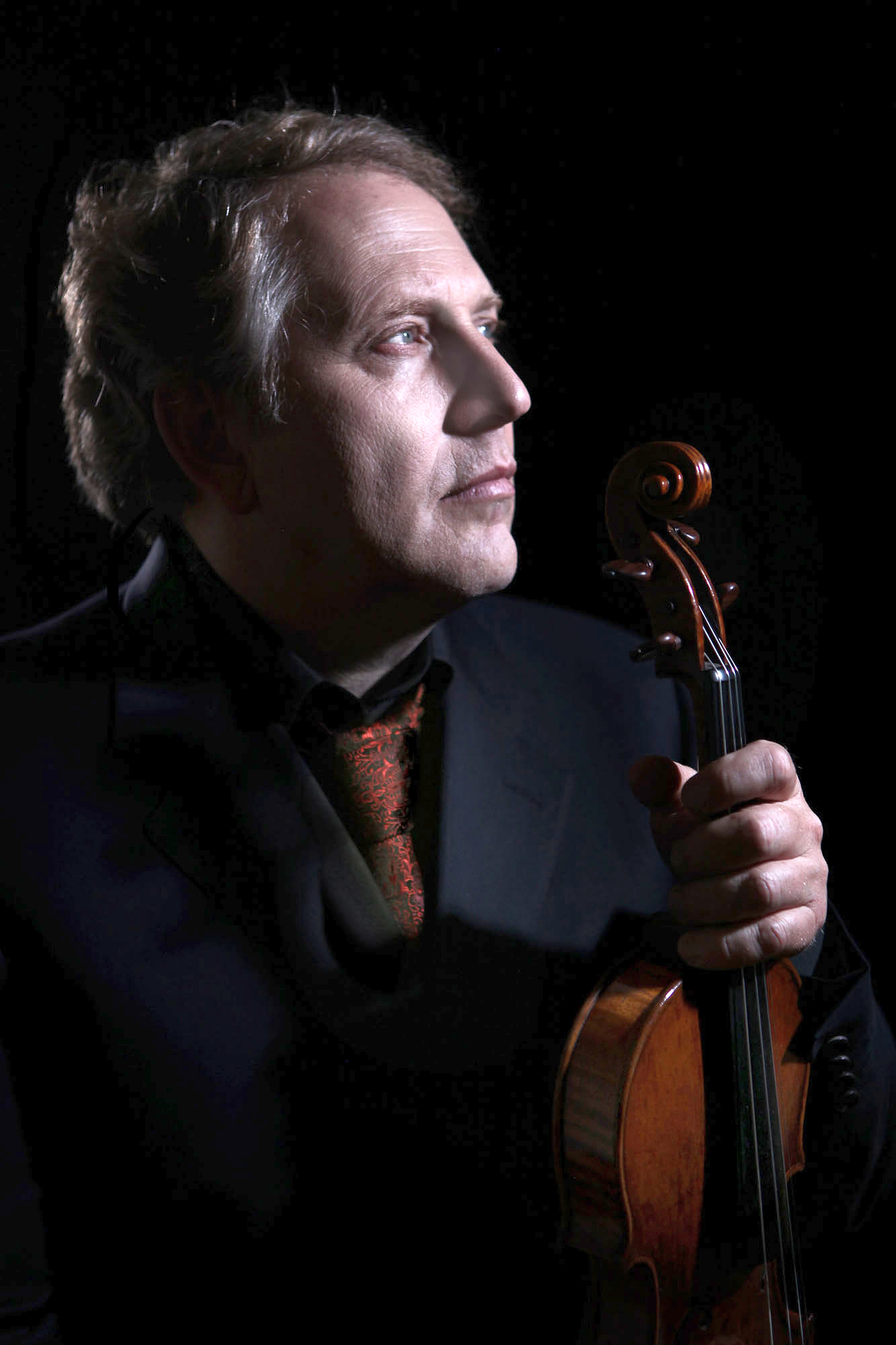
Shlomo Mintz

- 10 janvier : Harri Vuori, compositeur finlandais.
- 26 janvier : Masamichi Amano, compositeur, arrangeur et chef d'orchestre japonais.
- 3 février : Luc van Hove, compositeur belge.
- 6 février : Matthew Best, chanteur (basse) et chef d'orchestre britannique († 10 mai 2025).
- 14 février : Soile Isokoski, soprano finlandaise.
- 24 février : Bernhard Lang, compositeur autrichien de musique expérimentale et d'avant-garde.
- 25 février : Melinda Wagner, compositrice américaine.
- 26 février : Marco Beasley, ténor et un historien de la musique.
- 8 mars : Helga Schauerte-Maubouet, organiste, musicologue et éditeur de musique.
- 18 mars : Bechara El-Khoury, compositeur et poète franco-libanais.
- 13 avril : Philippe Schoeller, compositeur français.
- 14 avril : Mikhaïl Pletnev, pianiste, chef d'orchestre et compositeur russe.
- 15 avril : Tomohiro Tatebe, compositeur, professeur et chef d'orchestre japonais.
- 22 avril : Michi Gaigg, violoniste et chef d'orchestre autrichienne.
- 25 avril : Philippe Cuper, clarinettiste français.
- 2 mai : Markus Stockhausen, trompettiste, improvisateur et compositeur allemand.
- 14 mai : Daniela Dessì, soprano italienne († 20 août 2016).
- 30 mai : Peter Watchorn, claveciniste australien.
- 13 mai : Géry Moutier, pianiste et pédagogue français.
- 2 juin : Antoine Auberson, compositeur et saxophoniste vaudois.
- 4 juin : Claude Delangle, professeur de saxophone.
- 12 juillet : 
  - Jean-Claude Bossel, compositeur vaudois.
  - Jacques Dupriez, violoniste classique.
- 22 juillet : Andreï Boreïko, chef d'orchestre russe.
- 1er août : William Blank, compositeur et chef d'orchestre suisse.
- 2 août : Mark Foster, chef d'orchestre australien installé en France († 21 août 2023).
- 6 août : Roland Daugareil, violoniste français.
- 18 août : Tan Dun, compositeur chinois et chef d'orchestre.
- 16 août : Monika Frimmer, soprano allemande († 26 décembre 2022).
- 21 août : Karin Rehnqvist, compositrice suédoise.
- 23 août : Antônio Meneses, violoncelliste brésilien († 3 août 2024).
- 25 août : Thomas Gabriel, compositeur allemand.
- 7 septembre : Christian Altenburger, violoniste autrichien.
- 9 septembre : Pierre-Laurent Aimard, pianiste français.
- 10 septembre : Laurence Dale, ténor, metteur en scène, directeur artistique de festival et chef d'orchestre britannique.
- 17 septembre : Yves Bugnon, chanteur et chef de chœur vaudois.
- 3 octobre : Eiji Ōue, chef d'orchestre japonais.
- 28 octobre : Hervé Niquet, chef d'orchestre français.
- 30 octobre : Shlomo Mintz, violoniste, altiste et chef d'orchestre israélien.
- 2 novembre : Paul Moravec, compositeur américain.
- 6 novembre : Guillemette Laurens, mezzo-soprano française.
- 7 novembre : John Rink, pianiste américain.
- 9 novembre :
  - Pierre Audi,  metteur en scène, directeur artistique de théâtre et d'opéra († 3 mai 2025).
  - Yvonne Naef, cantatrice suisse mezzo-soprano.
- 10 novembre : 
  - Ingo Metzmacher, chef d'orchestre allemand.
  - Silvio Palmieri, compositeur québécois († 22 octobre 2018).
- 13 novembre : Lisa Gasteen, cantatrice australienne.
- 21 novembre : Ewa Pobłocka, pianiste et pédagogue polonaise .
- 25 novembre : Hervé Klopfenstein, chef d'orchestre suisse.
- 19 décembre : Olaf Bär, baryton d'opéra allemand.
- 24 décembre : Omar Yagoubi, compositeur français, pianiste.
- 27 décembre : Sylvie Pécot-Douatte, claveciniste française († 11 janvier 2004).

### Date indéterminée
- Stephanie Chase, violoniste et pédagogue américaine.
- Werner Ehrhardt, violoniste et chef d'orchestre allemand.
- Eugène de Montalembert, compositeur et professeur de musique classique français.
- Pierre-Dominique Ponnelle, chef d'orchestre français.
- Josep Pons, chef d'orchestre espagnol.
- Marcel Ponseele, hautboïste baroque belge.
- Vladimir Ziva, chef d'orchestre russe.

## Décès

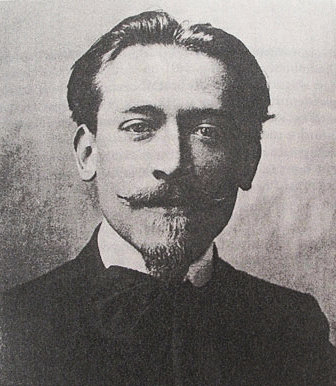
Joseph Canteloube

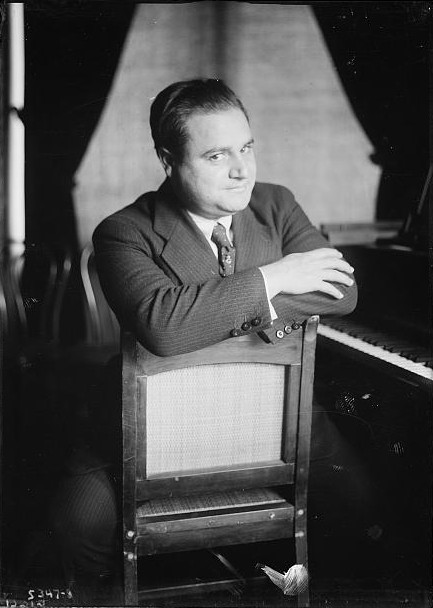
Beniamino Gigli

- 9 janvier : Mary Carr Moore, compositrice, chef d'orchestre, chanteuse et éducatrice musicale américaine (° 6 août 1873).
- 16 janvier : Arturo Toscanini, chef d’orchestre italien (° 25 mars 1867).
- 18 janvier : Fritz Wolff, ténor allemand († 28 octobre 1894).
- 30 janvier : Gustave Langenus, clarinettiste belge (° 1883).
- 2 février : Mikhaïl Gnessine, compositeur russe (° 3 janvier 1883).
- 16 février : Josef Hofmann, pianiste polonais (° 20 janvier 1876).
- 8 mars : Othmar Schoeck, compositeur et chef d’orchestre suisse (° 1er septembre 1886).
- 9 mars : Pierre Chagnon, compositeur française (° 1er janvier 1893).
- 7 avril : René Verney,   clarinettiste classique français (° 14 mars 1880).
- 30 avril : Ludwig Schiedermair, musicologue allemand (° 7 décembre 1876).
- 9 mai : Ezio Pinza, basse italienne (° 18 mai 1892).
- 24 mai : Albert Sammons, violoniste anglais (° 23 février 1886).
- 7 juin : Erik Eggen, folkloriste, musicographe et compositeur norvégien (° 17 novembre 1877).
- 3 juillet : Richard Mohaupt, compositeur germano-américain (° 14 septembre 1904).
- 6 juillet : Henry Février, compositeur français (° 2 octobre 1875).
- 9 juillet :
  - Joseph Samson, maître de chapelle, compositeur et écrivain français (° 22 mars 1888).
  - Alexandre Goedicke, compositeur, pianiste et organiste russe (° 4 mars 1877).
- 22 août : Edward Joseph Dent, musicologue britannique (° 6 juillet 1876).
- 28 août : Erik Tuxen, chef d'orchestre et compositeur danois (° 4 juillet 1902).
- 1er septembre : Dennis Brain, corniste britannique (° 17 mai 1921).
- 11 septembre : Petar Stojanović, violoniste et compositeur serbe (° 7 septembre 1877).
- 20 septembre : Jean Sibelius, compositeur finlandais (° 8 décembre 1865).
- 25 septembre : Albertine Morin-Labrecque, compositrice, pianiste, soprano et professeur de musique québécoise (° 8 juin 1886).
- 13 octobre : Charles Scharrès, pianiste, compositeur et pédagogue belge (° 13 octobre 1888).
- 14 octobre : Natanael Berg, compositeur suédois (° 9 février 1879).
- 16 octobre : Ralph Benatzky, compositeur autrichien (° 5 juin 1884).
- 4 novembre : Joseph Canteloube, pianiste, compositeur et musicologue français (° 21 octobre 1879).
- 14 novembre  : José Urfé, clarinettiste et compositeur cubain (° 6 février 1879).
- 17 novembre : Joaquim Serra, compositeur et pianiste espagnol (° 4 mars 1907).
- 29 novembre : Erich Wolfgang Korngold, compositeur autro-américain (° 29 mai 1897).
- 30 novembre : Beniamino Gigli, ténor italien (° 20 mars 1890).
- 5 décembre : Evan Gorga, ténor italien (° 6 février 1865).
- 12 décembre : Maurice Hauchard, violoniste, compositeur et pédagogue français (° 5 avril 1870).
- 21 décembre : Eric Coates, compositeur et altiste britannique (° 27 août 1886).
- 27 décembre : Louis Hasselmans, violoncelliste et chef d'orchestre français (° 25 juillet 1878).